# Сарсаз-Горы
Сарсаз-Горы — село в Мензелинском районе Татарстана. Входит в состав Сельского поселения им. Воровского.

## География
Находится в восточной части Татарстана на расстоянии приблизительно 8 км на восток по прямой от районного центра города Мензелинск на берегу Нижнекамского водохранилища.

## История
Известно с 1731 года.

## Население
Постоянных жителей было: в 1859—517, в 1870—534, в 1884—1118, в 1897—826, в 1906—864, в 1913—1110, в 1920—1155, в 1926—1048, в 1938—688, в 1949—447, в 1959—427, в 1970—311, в 1979—125, в 1989 — 20, в 2002 — 18 (русские 100 %), 7 в 2010.